# Justizvollzugsanstalt Saarbrücken
Die Justizvollzugsanstalt Saarbrücken, im Volksmund als Lerchesflur oder „Lerch“ bekannt, ist die größte Justizvollzugsanstalt im Saarland. Es existiert noch eine zweite Justizvollzugsanstalt im Saarland, die JVA Ottweiler. Am 1. Juli 2011 wurde die Justizvollzugsanstalt Neunkirchen im Rahmen einer Strafvollzugsreform geschlossen.

## Lage
Sie befindet sich am Lerchesflurweg in Saarbrücken, im Stadtteil Alt-Saarbrücken, unweit nördlich (1,2 km) der deutsch-französischen Grenze. Das Gebäude liegt hoch über der Stadt auf einer Anhöhe namens „Bellevue“ (von franz. „belle vue“, „Schöne Aussicht“) 200 m östlich der Bundesstraße 41. Es wurde am 1. Dezember 1907 eingeweiht.

## Geschichte

### Kaiserzeit und Völkerbundsverwaltung
Ende des Jahres 1904 begann man mit der Planung des Baus, der dann drei Jahre später Ende 1907 übergeben wurde. Planung und Bauleitung hatten der königliche Landbauinspektor Hartung und der königliche Werkmeister Deinerth. Die Gebäude, die ausschließlich von Gefangenen errichtet wurden, bestanden damals aus einem dreiflügeligen Männergefängnis und einem Frauengefängnis. Mit dazu gehörten drei Wirtschaftsgebäude (zwei bei den Männern, eines für die Frauen), sowie Beamtenwohnungen, die aus einem Aufseherinnenwohnhaus, zwei Aufseherwohnhäusern und einem Inspektorwohnhaus bestanden. Außerdem besaß der Komplex noch zwei Torhäuser. Die Anstalt war für den Vollzug aller freiheitsentziehenden Strafen eingerichtet. Auch für die Vollstreckung der Todesstrafe gab es eine Guillotine, die auf dem Dachboden aufbewahrt wurde und letztmals am 3. November 1933 zum Einsatz kam.

### Zeiten des Nationalsozialismus
Nach der ersten Saarabstimmung am 13. Januar 1935 kam das Saarland aus der Völkerbundsverwaltung zum NS-Staat. Damit wechselte die Gefängnisverwaltung am 1. März 1935 zunächst zum OLG Köln. Den neuen Machthabern gefiel jedoch weder die organisatorische noch die personelle Aufstellung der Anstalt, so dass umfangreiche Restrukturierungsmaßnahmen einzuleiten waren, was auch die Verlegung von Gefangenen bedeutete. Ab dem 1. Juli 1935 war die Lerchesflur nur noch für Untersuchungsgefangene und Gefängnisgefangene bis zu neun Monaten Haftzeit zuständig, was im August 1936 durch einen neuen Strafvollstreckungsplan auf Gefängnisstrafen bis höchstens sechs Monaten herabgesetzt wurde.
Zum 1. Oktober 1938 wurde der Landgerichtsbezirk Saarbrücken vom OLG Köln abgetrennt und dem OLG Zweibrücken zugeordnet. Anfang März 1939 brachte eine weitere Änderung eine spürbare Erleichterung. Diese sah vor, dass neben der Untersuchungshaft nur noch Haft- und Gefängnisstrafen von 2 Wochen bis zu 3 Monaten in Saarbrücken vollstreckt werden sollten. Keineswegs jedoch sank die Anzahl der Gefangenen. Durch Erweiterungsbauten und ständige Überbelegung stieg sie von 250 auf durchschnittlich 610 an. In den Kriegsjahren waren zunehmend auch ausländische Gefangene untergebracht, vorwiegend osteuropäische Fremd- und Zwangsarbeiter, aber auch aus dem benachbarten, besetzten Lothringen und Transportgefangene aus dem besetzten Frankreich.
Bis 1943 kam der Strafanstalt die unrühmliche Aufgabe zu, Polizeigefangene und so genannte „Schutzhäftlinge“ der örtlichen Geheimen Staatspolizeistelle aufzunehmen. Viele nun „politische“ Insassen rekrutierten sich aus den Reihen des Widerstands gegen den Nationalsozialismus, den verbotenen Organisationen der Arbeiterbewegung und der Anschlussgegner. Auch die verhafteten Mitglieder der französischen Widerstandsbewegung „Combat Zone Nord“ waren hier inhaftiert. Nach Einrichtung des „Polizeigefängnis Neue Bremm“ am 21. Juni 1943 entspannte sich die Situation nach der Verlegung von 50 Schutzhäftlingen. Luftangriffe auf Saarbrücken und Zerstörungen im weiteren Verlauf des Krieges machten einen geregelten Anstaltsbetrieb bald unmöglich. Anfang Oktober 1944 wurde durch die Generalstaatsanwaltschaft dem Reichsjustizministerium gemeldet, dass alle Gefangene aus Saarbrücken und Zweibrücken in die Haftanstalten des OLG-Bezirks Bamberg überführt werden, im Dezember wurde die Anstalt auf unbestimmte Zeit geschlossen.

### Das Saarland in der Bundesrepublik Deutschland
In den 1970er Jahren wurde der Komplex mit neuen Werkhallen, Wirtschaftsgebäude, Heizungs- und Hochdruckanlage erweitert. Auch ein Untersuchungsgefängnis, ein weiterer Verwaltungsbau sowie ein zusätzliches Hafthaus kamen hinzu. 2001 erfolgte eine umfangreiche Sanierung und Renovierung der Haft- und Wirtschaftsabteilungen (darunter eine Küche, die Bäckerei und die Wäscherei) sowie der Anstaltskirche, die Teil eines der Hafthäuser ist. Anfang 2011 wurde ein neues Hafthaus mit etwa 200 Haftplätzen eröffnet.

## Belegung
Im Jahr 2018 war die „Lerch“ im Durchschnitt mit 650 männlichen Gefangenen belegt.

## Anstaltsleiter
| - 1907–1910 Ludwig Schütz - 1910–1913 Gustav Adolf Apitz - 1913–1917 Felix Grüttner - 1917–1921 Hermann Messerschmidt - 1921–1935 Hermann Hempel - 1935–1939 Hubert Dackweiler | - 1940–1944 Erich Keil - 1944 Christian Duus (kommissarisch) - 1945–1946 Franz Ullinger - 1946–1947 Johannes Göhler - 1947–1969 Kurt Uherek - 1970–1987 Georg Buhr | - 1987–1991 Hermann Kipper - 1991–1998 Ernst-Peter Hirschmann - 1998–2001 Wolfgang Kuhl - 2002–2013 Birgit Junker - ab 2013 Pascal Jenal |

## Prominente Gefangene
- Philipp Bleek (* 1878 in Los Leones; † 1948), evangelischer Geistlicher und Widerstandskämpfer gegen den Nationalsozialismus, 1937–1938
- Adam Löhr (* 1889 in Heiligenwald; † 1938), Kommunist und Funktionär im Arbeitersport, Agitator bei der Saarabstimmung gegen den Anschluss an Nazi-Deutschland, 1935
- Otto Biehl (* 1895 in Bubach; † 1974), Widerstandskämpfer gegen den Nationalsozialismus, 1938
- Änne Meier (* 1896 in Baltersweiler; † 1989), katholische Volksschullehrerin, NS-Widerstandskämpferin, 1942
- Karl Klein (* 1901 in Bexbach; † 1993), Mörder des Polizisten Johann Kerner, ihm gelang 1969 ein spektakulärer Ausbruch, 1949–1971
- Bernhard Nikodemus (* 1901 in St. Johann, † 1975), Regierungsbeamter der Sozialdemokratischen Partei des Saarlandes, NS-Widerständler, Interbrigadist, 1941–1942
- Maria Röder (* 1903 in Sulzbach/Saar; † 1985), Frauenrechtlerin, NS-Widerstandskämpferin, 1935–1936
- Josef Mildenberger (* 1905 in Schwalbach-Derlen; † 1959), Politiker der Sozialdemokratischen Partei des Saarlandes, Opfer des Nationalsozialismus, 1936
- Jakob Welter (* 1907 in Dudweiler; † 1944), KPD-Mitglied, Widerstandskämpfer gegen den Nationalsozialismus, 1943
- Käthe Kirschmann (* 1915 in Saarbrücken; † 2002), SPD-Mitglied, Widerstandskämpferin gegen den Nationalsozialismus, 1935
- Katharina Katzenmaier (* 1918 in Heppenheim; † 2000), NS-Widerstandskämpferin, 1943–1944
- Mohammed Ali Hamadi (* 1964 im Libanon; † 2010), verurteilt wegen Flugzeugentführung der TWA 847 und Mord.
- Rainer Rupp (Topspion Topas, * 1945 in Saarlouis; ), verurteilt wegen schweren Landesverrats 1994–2000.

Bekannte Insassen der Haftanstalt waren außerdem:
- Hugo Lacour (* 1943; † 2017), Ex-Rotlichtkönig von Saarbrücken, Ausbrecher, verurteilt u. a. als Mörder des Kaufmanns „Heinz W.“ von 1993–2009
- Abbas Hamadi (* 1959), Entführer der deutschen Manager Rudolf Cordes und Alfred Schmidt im Auftrag der Hisbollah, 1988–1993
- Martin R. (* 1963), freigesprochener Mitangeklagter im Saarbrücker Pascal-Prozess, verurteilt wegen Gewaltdelikten 2009–2015, bereits 2016 wieder in Haft
- Die im Alphapool-Bonofa-Prozess angeklagten und verurteilten Finanzjongleure